# Bring Me the Head of Mavis Davis
Bring Me the Head of Mavis Davis is een Britse komische film, uitgebracht in 1997. 
Marty Starr is de manager van een zangeresje op haar retour, Marla Dorland (artiestennaam "Mavis Davis"). Hij zit financieel diep in de problemen, en de enige oplossing die hij nog kan verzinnen om deze problemen op te lossen, is zijn protegé te laten ombrengen. Want net zoals Elvis Presley, Kurt Cobain en Jimi Hendrix zal ze ongetwijfeld na haar dood pas weer een hoop geld opleveren. Starr neemt een huurmoordenaar in dienst om dit klusje te klaren. Wegens zijn beperkte financiële mogelijkheden moet hij echter genoegen nemen met een huurmoordenaar die nog niet zo ervaren is. Het omleggen van Marla Dorland gaat dan ook niet zonder slag of stoot. 
De filmtitel is een parodie op de cultklassieker Bring Me The Head Of Alfredo Garcia. 

## Rolverdeling
| Acteur        | Personage                  |
| ------------- | -------------------------- |
| Rik Mayall    | Marty Starr                |
| Jane Horrocks | Mavis Davis/ Marla Dorland |